# Людина
Люди́на (лат. homo; українське слово походить від прасл. *ljudъ) — жива, наділена інтелектом істота, суб'єкт суспільно-історичної діяльності і культури.

## Параметри трактування
Відмінними рисами людини, які визначають її унікальність у Всесвіті, є її свідомість, здатність мислити і здатність здійснювати вільний вибір, брати відповідальність за власні дії; наявність моральних суджень. Описуючи людину, відмічають її біологічну непристосованість, відсутність спеціалізації її органів для якого-небудь конкретного простого тваринного існування, здатність створювати знаряддя праці і користуватися ними та вогнем, дар мови, пластичність поведінки. Невідомо жодної іншої істоти, яка має вищі емоції, традиції, здатність мислити, стверджувати, заперечувати, рахувати, планувати, фантазувати, знає про свою смертність, має почуття гумору, здійснює свої задуми, відтворює наявне і створює щось нове. Людина вивчає і змінює як навколишній світ, так і саму себе, розбудовує культуру і створює власну історію. Сутність людини, її походження і призначення, місце людини у природі є основними питаннями права, філософії, релігії, науки і мистецтва.
Розрізняють не менш п'ятьох підходів до розгляду терміна «людина»:
- людина як суб'єкт права;
- людина розумна як біологічний вид;
- людина як щось, що виходить за рамки живого світу і значною мірою протистоїть йому;
- людина як людство в цілому;
- людина як індивід, особистість[4].

## Біологічні особливості

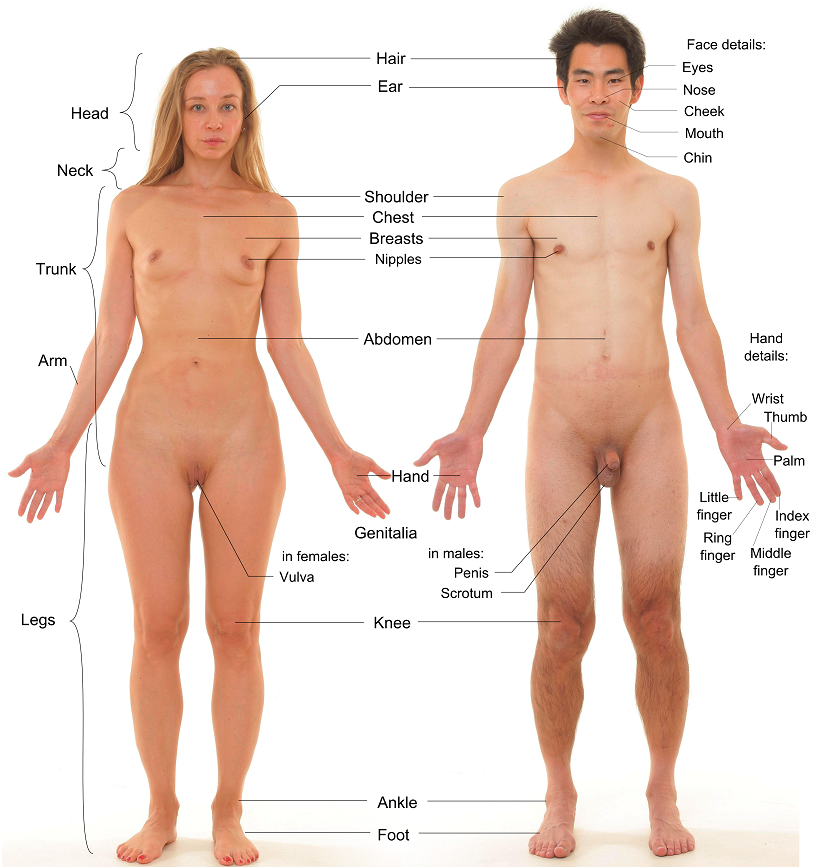
Характерні особливості чоловіка і жінки. В зображуваних моделях видалене волосся на тілі жінки і на обличчі чоловіка. У жінки нігті на ногах пофарбовані в червоний колір і одягнена обручка.

У сучасній систематиці біологічний вид людина розумна (лат. Homo sapiens) належить до роду людина (Homo) з родини гомінід в ряді приматів класу ссавців.
Відносно великий головний мозок людини, п'ятипала хапальна кисть з плоскими нігтями і протиставленим великим пальцем і деякі інші особливості є загальними для людства і більшості приматів. За результатами досліджень порівняльної анатомії, фізіології, молекулярної біології, імунології, патології найближчими до сучасної людини є африканські людиноподібні мавпи — шимпанзе і дещо менше — горили. ДНК людини і шимпанзе мають не менш 90 % схожих генів.
Тіло людини має ряд відмінностей від мавп:
- ноги довші ніж руки;
- S-подібна форма хребта з помітними шийним і поперековим вигинами;
- зв'язані з прямоходінням форма, розмір і розташування деяких м'язів і зв'язок;
- низькою розширеною формою тазу;
- в передньозадньому напрямку грудна клітка відносно плоска;
- склепінчастість стопи, яка має масивний і приведений великий палець при зменшенні інших пальців, повне протиставлення великого пальця кисті;
- добре розвинені папілярні візерунки на подушечках пальців[5]

Мозок людини також відзначається деякими особливостями:
- абсолютно і відносно багато більший розмір (в середньому його маса перевищує мозок шимпанзе і горил в 3-4 рази);
- прогресивна диференціація ділянок мозку, які можуть бути пов'язані з розвитком членороздільної мови (його лобова, нижньотім'яна, скронева частини)[5].

Є й інші відмінності від приматів, наприклад:
- анатомічні особливості, пов'язані з ускладненням апарату голосоутворення, в тому числі особливий голосовий м'яз гортані;
- збільшення мозкового відділу черепа внаслідок зменшення лицьового;
- виродження волосяного покриву тощо[5].

## Походження

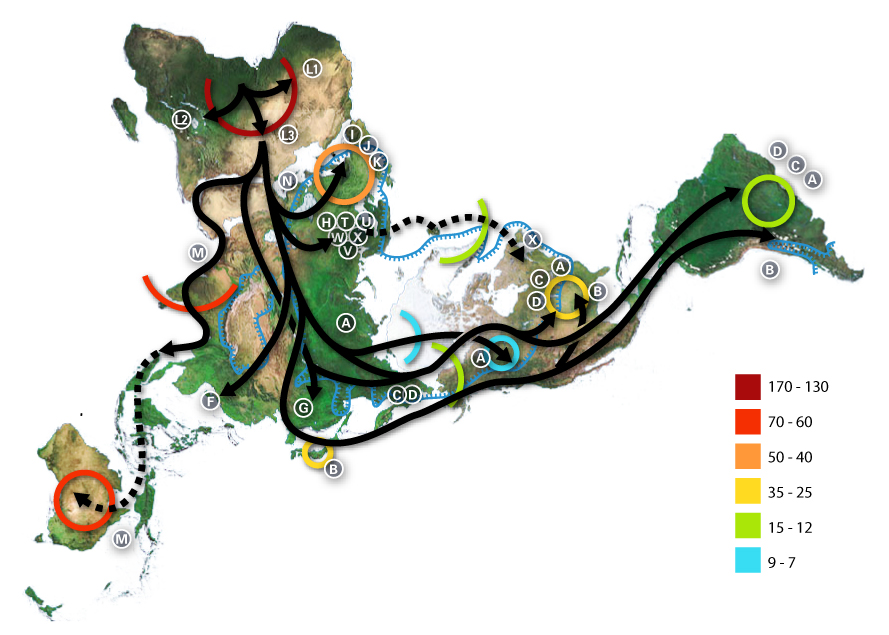
Схема розселення популяцій людини розумної в межах сучасного ареалу. Літери в колах зазначають МтДНК-гаплогрупи.

Порівняння послідовностей ДНК показують, що найближчими родичами людини з сучасних видів є два види шимпанзе (звичайний і бонобо). Філогенетична лінія, з якою пов'язано походження сучасної людини (Homo sapiens) відділилась від інших гомінід 6-7 млн років тому (в Міоцені). Інші представники цієї лінії (головним чином, австралопітеки і ряд видів роду Homo), до сьогодення вимерли. Найближчим відносно надійним встановленим предком Homo sapiens була Homo erectus. Homo heidelbergensis, прямий нащадок Homo erectus і нащадок неандертальців, судячи з усього, не був пращуром сучасної людини, а був представником бокової еволюційної лінії. Більшість сучасних теорій пов'язують виникнення Homo sapiens з Африкою, тоді як Homo heidelbergensis виник в Європі. Поява людини було пов'язано з низкою суттєвих анатомічних і фізіологічних модифікацій, в тому числі:
- структурні перетворення мозку
- збільшення мозкової порожнини і головного мозку
- розвиток двоногого пересування (біпедалізм)
- розвиток хапальної кисті
- опущення гортані і під'язикової кістки
- зменшення розміру ікол
- редукція більшої частини волосяного покрову.

Порівняння поліморфізмів мітохондріальної ДНК і датування скам'янілостей дозволяють зробити висновок, що Homo sapiens з'явились близько 200 000 років тому (це приблизний час, коли жила «Мітохондріальна Єва» — жінка, яка була останнім пращуром всіх нині живих людей по материнській лінії; спільний пращур всіх нині живих людей по батьківській лінії -«Y-хромосомний Адам» — жив дещо пізніше). 2009 року група вчених під керівництвом Сари Тішкофф з університету Пенсильванії опублікувала в журналі «Science» результати комплексного дослідження генетичного різноманіття народів Африки. Вони встановили, що найдавнішою гілкою, яка відчула найменшу кількість змішувань, як раніше і передбачалося, є генетичний кластер, до якого належать бушмени і інші народи, які говорять на койсанських мовах. Скоріш за все, вони і є тією гілкою, яка ближче всього до спільних предків всього сучасного людства. Більш того, в 2023 році вчені з Університету Нельсона Мандели (ПАР) повідомили, що вони виявили найстаріший слід Homo sapiens віком 153 тисяч років.
Близько 74 000 років тому невелика популяція (близько 2 000 осіб), яка пережила наслідки дуже потужного вулканічного виверження (~20-30 років зими), ймовірно вулкана Тоба в Індонезії, стала предком сучасних людей в Африці. Можна припустити, що 60 000-40 000 років тому люди мігрували в Азію, і звідти в Європу (40 000 років), Австралію і Америку (35 000-15 000 років).
Разом з тим, еволюцію специфічних людських здібностей, таких як розвиток свідомості, інтелектуальні здібності і мова, проблематично досліджувати, оскільки їх зміни неможливо прямо відстежити за залишками гомінід і слідам їх життєдіяльності, для вивчення еволюції даних здібностей вчені інтегрують дані різноманітних наук, в тому числі фізичної і культурної антропології, зоопсихології, етнології, нейрофізіології, генетики.
Питання в тому, як саме еволюціонували згадані здібності (мова, релігія, мистецтво), і в чому складалася роль в появі складної соціальної організації і культури Homo sapiens, залишаються до сьогодні предметом наукових дискусій. Крім головних теорій антропогенезу, існує і багато менш відомих, неперевірених гіпотез походження людини (аж до відверто фантастичних). Наприклад, гіпотеза про південноамериканське походження людини. Більшість альтернативних гіпотез — це праця паранауки, і академічна наука їх спростовує.

## Поняття про сутність людини
При дослідженні сутності людини, прагнуть знайти серед численних відмінних ознак головну, яка вирішить її відмінність від тварин. Найвідомішим і найбільш широко розповсюдженим атрибутом людини є наявність розуму, людину визначають як «людина розумна» — (homo sapiens). Інше важливе визначення людини пов'язано зі здібністю трудитися, його називають homo faber — людина діюча, що виготовляє. Наступною ознакою є наявність мови. Наприклад, Е. Кассірер визначав людину як homo symbolicus — людина символічна, тобто істота, що створює символи, найголовнішим з яких є слово. Слово дає людині можливість спілкуватися з іншими людьми, що робить набагато ефективнішими процеси розуміння і практичного використання реального світу. Розуміння людини як істоти суспільної відомо з часів Арістотеля, який свого часу вважав це важливим. Це далеко не повний перелік сутнісних визначень людини, в яких відмічені найважливіші, основоположні властивості людини, тим не менш, серед них немає жодного всеохоплюючого, на базі якого було б можливо створити і розвивати загальноприйняту концепцію природи людини. Пошук такого визначення природи людини, яке, з одного боку, повністю узгоджувалося б з емпіричними даними про властивості людини і дозволяло би передбачити шляхи його розвитку, а також з'ясування сенсу його існування були найважливішими темами досліджень на всіх етапах розвитку філософської думки.
У східній і західній міфології, в античній філософії відобразилось розуміння людини як своєрідного ключа до розгадки багатьох таємниць Всесвіту. У давності людина не відділяла себе від решти природи, відчуваючи свій зв'язок з життям оточуючого світу, що відобразилось в антропоморфізмі — підсвідомому сприйнятті Всесвіту і діючих в ньому сил як живих істот, подібних йому самому. В давній міфології і філософії розглядається паралелізм і ізоморфність мікрокосмосу, тобто внутрішнього світу людини і макрокосмосу — величезного світу, який лежить назовні людини. Прикладами цієї космогонічної міфіфологеми «всесвітньої людини» є — пуруша в Ведах, скандинавський Імір у «Едді», китайський Пань-Гу.

### Історія поняття
В античний час вважають, що людину робить унікальним розум. У християнстві з'являється уявлення про людину як особистість, яка має свободу вибору між добром і злом. Ідея гуманізму, яка з'явилася в епоху Відродження в Європі, стверджує людину як вищу цінність, яка має своєрідну і самобутню індивідуальність. В епоху Просвітництва превалює сприйняття людини як незалежної і розумної особистості з необмеженими можливостями. Німецька класична філософія розглядає проблему свободи людини як духовної істоти. У XIX столітті, в працях І. Канта сформульовані думки про створення філософської антропології. Вивчення біологічної природи людини супроводжувалось критикою об'єктивно-ідеалістських поглядів панлогізму. Романтизм основну увагу приділяє найтоншим нюансам людських турбот, які володіють неповторним багатим внутрішнім світом, тобто як важлива відмінна риса людини вже сприймаються не тільки розумові, але і чуттєві можливості.
К. Маркс розглядав людину з суспільно-історичної точки зору, у нього людина насамперед суспільна істота, яка визначається конкретними умовами його функціонування і розвитку, а також його свідомою діяльністю, а саме: «сутність людини… є сукупність всіх суспільних відносин». Людина — це причина і результат історії. Особистий і історичний розвиток людини — це опанування і відтворення досвіду всього людства. Філософсько-антропологічна концепція Маркса отримала розвиток як в працях російських і радянських філософів, так і в працях представників Франкфуртської школи, було показано, що в процесі розвитку людина стає залежна від соціальних інститутів, створених нею самою.
Неокантіанець Кассірер розглядає людину як «символічну тварину». В основі філософської антропології як самостійної дисципліни лежать праці М. Шелера, X. Плеснера, А. Гелена. Поняттю безсвідомого визначальне значення надають в психоаналізі З. Фрейда, аналітична психологія К. Г. Юнга. Екзистенціалізм розглядає питання сенсу життя, провини і відповідальності, проблеми вибору і прийняття рішення, відношення людини до свого призначення і до смерті. Персоналізм розглядає людину як фундаментальну онтологічну категорію, структуралізм — як відкладення в глибинних структурах свідомості минулого.
У 1960 році В. Брюнінг у книзі «Філософська антропологія. Історичні передумови і сучасний стан» виділив головні типи філософських концепцій людини, розроблених за 2,5 тисячі років існування філософської думки:
- концепції, які вважають сутність і природу людини залежними від заздалегідь заданих об'єктивних умов — або «сутностей», або «норм» (традиційних метафізичних і релігійних вчень), або законів «розуму» або «природи» (раціоналізм і натуралізм);
- концепції, які розглядають людину як автономну особливість, окремих самостійних суб'єктів (в індивідуалізмі, персоналізмі і спіритуалізмі, пізніше — в філософії екзистенціалізму);
- ірраціоналістичні концепції, розчиняючі людину в кінцевому результаті в безсвідомому потоці життя (філософія життя тощо);
- концепції відновлення форм і норм, спочатку — виключно як суб'єктивних і інтерсуб'єктивних, трансцендентальних установлень, далі — як об'єктивних структур (прагматизм, трансценденталізм, об'єктивний ідеалізм)[4].

## Людство

### Внутрішньовидовий поліморфізм
У межах виду Homo sapiens виділяють декілька рас — внутрішньовидових груп популяцій, які мають схожий набір успадкованих морфологічних і фізіологічних ознак, які варіюють у певних межах і які обумовлені довгочасними адаптаційними процесами популяцій людей, які мешкали в різних ареалах. У виду спостерігається безперервне розподілення типів статури (мускульного, кісткового, жирового), пігментації шкіри і інших ознак; таким чином, раса або етнорасова група в термінах популяційної генетики визначається як група зі специфічним розподілом частот генів, які відповідають за ці ознаки. Комплекси ознак, характерних для етнорасових груп, відображають не тільки адаптаційну реакцію на умови життя, але і на міграційну історію популяцій і історію генетичної взаємодії з іншими популяціями.

### Історія людської цивілізації
Невід'ємні складові людської цивілізації виникли в різні епохи. Частина з них з'явилась задовго до появи Homo sapiens.
- Кам'яні інструменти. Найбільш давніми на сьогодення є інструменти, знайдені в ущелині Олдувай (Танзанія). Їх вік оцінюється в 2,6 млн років.
- Опанування вогню. Ряд археологічних знахідок демонструє, що гомініди використовували вогонь 1,6 −1,5 і 1 млн років тому[14][15].
- Мистецтво. До найбільш ранніх зразків мистецтва належить рубило з прикрасою зі скам'янілих останків морського їжака. Його вік оцінюється в 200 000 років. Деякі дослідники вважають найдавнішим зразком мистецтва оброблену гальку, знайдену в Ізраїлі. Цей камінь, можливо, є зображенням жінки. Вік артефакту складає 330 000—230 000 років.
- Мова і мовлення. Час появи мови і мовлення у людини або його пращурів може бути виведене лише приблизно тільки на підставі непрямих археологічних або анатомічних даних. Розвиток областей мозку людини, пов'язаних з регулюванням мови (зона Брока і зона Верніке) простежується в черепі Homo habilis, вік якого складає 2 млн років.

У розвитку матеріальної культури виділяють декілька археологічних культур, які відрізняються одна від одної типом артефактів (перш за все інструментів) і технологіями їх створення.
- Олдувайська культура — 2,5—1,5 млн років.
- Аббевільська культура — 1,5 млн — 300 000 років.
- Ашельська культура — 300 000—100 000 років.
- Мустьєрська культура — 100 000 — 30 000 років.

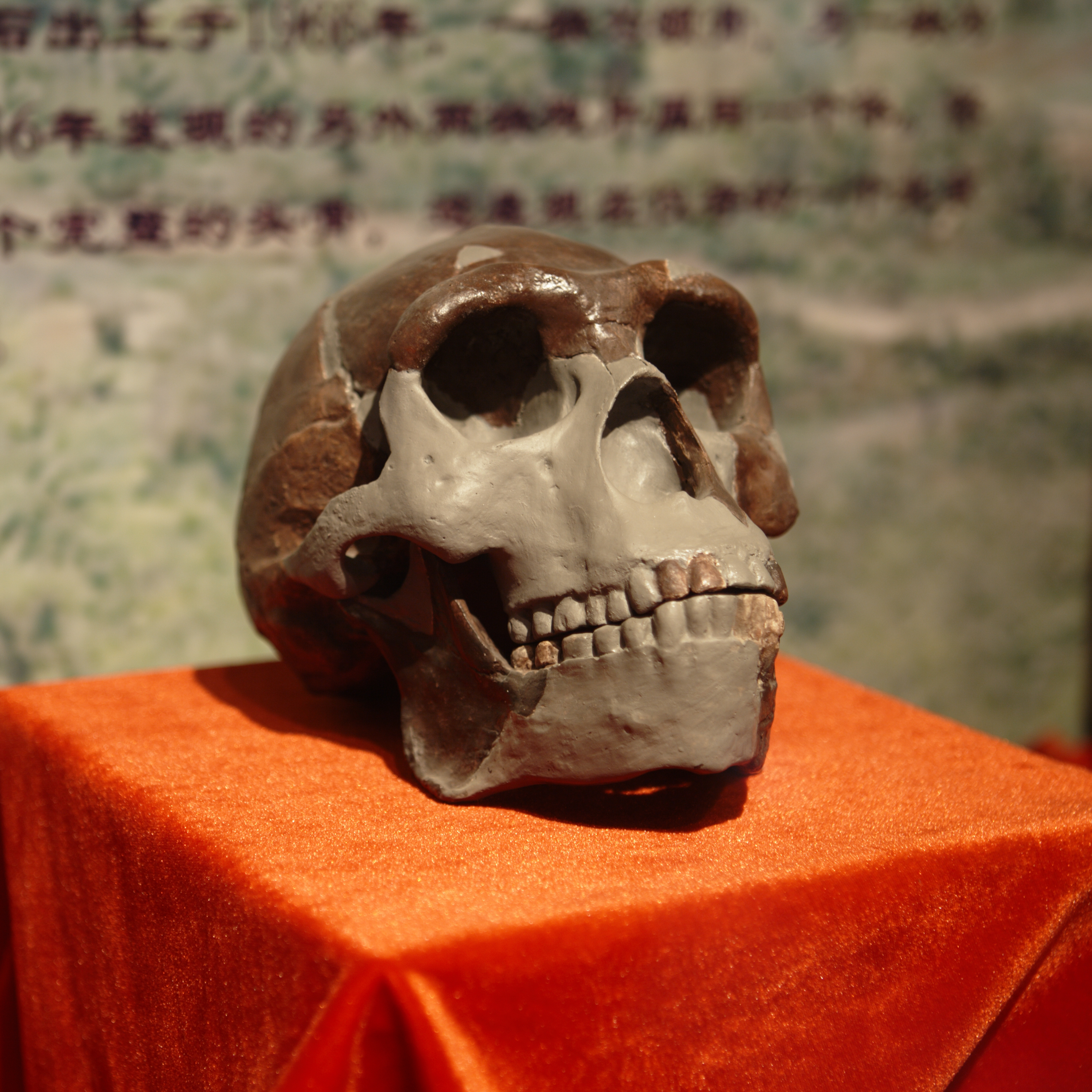
Реконструкція черепа «Пекінської людини» («синантропа»). У сучасній антропології антропологи класифікують як Homo erectus.

Перші люди були мисливцями і збирачами, що передбачало переважно кочове життя. Організовані первісні люди були за принципом суспільства поділу-злиття, де вони гуртувалися для збиральництва і мисливства у менші групи, одна сходилися потім в одне спільне місце.  Приблизно в 10 тисячолітті до н. е. (дати різняться в залежності від географічного регіону) в способі життя людей відбувся ряд великих змін, пов'язаних з опануванням сільського господарства, які отримали назву «Неолітична революція». Перехід до сільського господарства був пов'язаний осілістю і створенням перших великих поселень, необхідних для великого будівництва. Зокрема перехід від збирання до землеробства простежується в археологічних розкопках храмового комплексу Гебеклі-Тепе і обумовлений великою концентрацією людей на невеликій території (збирання не могло прогодувати). Перехід до сільського господарства також породив торгівлю, яка своєю чергою сприяла розшаруванню суспільства. З розвитком технологій сільського господарства і зростанням чисельності населення пов'язано становлення перших цивілізацій Стародавнього світу.
Історію людства прийнято для зручності опису розділяти на етапи:
- Первісне суспільство (також доісторичне суспільство)
- Стародавній світ (до 476 року — позбавлення влади останнього римського імператора)
- Середні віки (476—1492 — відкриття Америки)
- Новий час (1492—1918 — закінчення Першої світової війни)[16]
- Новітній час (1918 — теперішній час).

## Населення Землі
На 31 жовтня 2011 року населення світу склало 7 млрд осіб. На початку нашої ери на Землі було вже 230 млн, до кінця 1-го тис. н. е. — 275 млн, у 1800 — 1 млрд, у 1900 — 1,6 млрд, в 1960 — 3 млрд, прогноз на 2050 рік — 9,2 млрд. До 1970-х років кількість населення світу зросла за гіперболічним законом; на теперішній час простежується прогресуюче сповільнення темпів росту населення Землі.

## Вивчення людини
По справжньому науковим в строгому розумінні вивчення людини починається з 2-ї половини XIX століття. Опублікована в 1859 році теорія природного відбору Дарвіна мала значний вплив не тільки на розвиток вивчення безпосередньо антропогенезу, але і на розвиток багатьох інших розділів людинознавства, наприклад етнографії, археології, психології. На сьогодні не залишилось характерної сторони людини, як біологічної істоти, соціальної істоти, не охопленої спеціальними науковими дослідженнями; зібрано і узагальнено велика кількість інформації. З'явилося багато наук, в назві яких є слово «антропологія», — культурна антропологія, соціальна антропологія, політична антропологія, поетична антропологія тощо. Виявилася очевидною необхідність єдиної науки про людину, предметом вивчення якої буде людина, всі її природні і соціальні властивості і відносини. Для такої науки «людина — це суб'єкт суспільно-історичного процесу, розвитку матеріальної і духовної культури на Землі, біосоціальна істота, генетично пов'язана з іншими формами життя, але виділилася з них завдяки здатності виробляти знаряддя праці, має членороздільну мову і свідомість, моральні якості».

## Галерея світлин людини

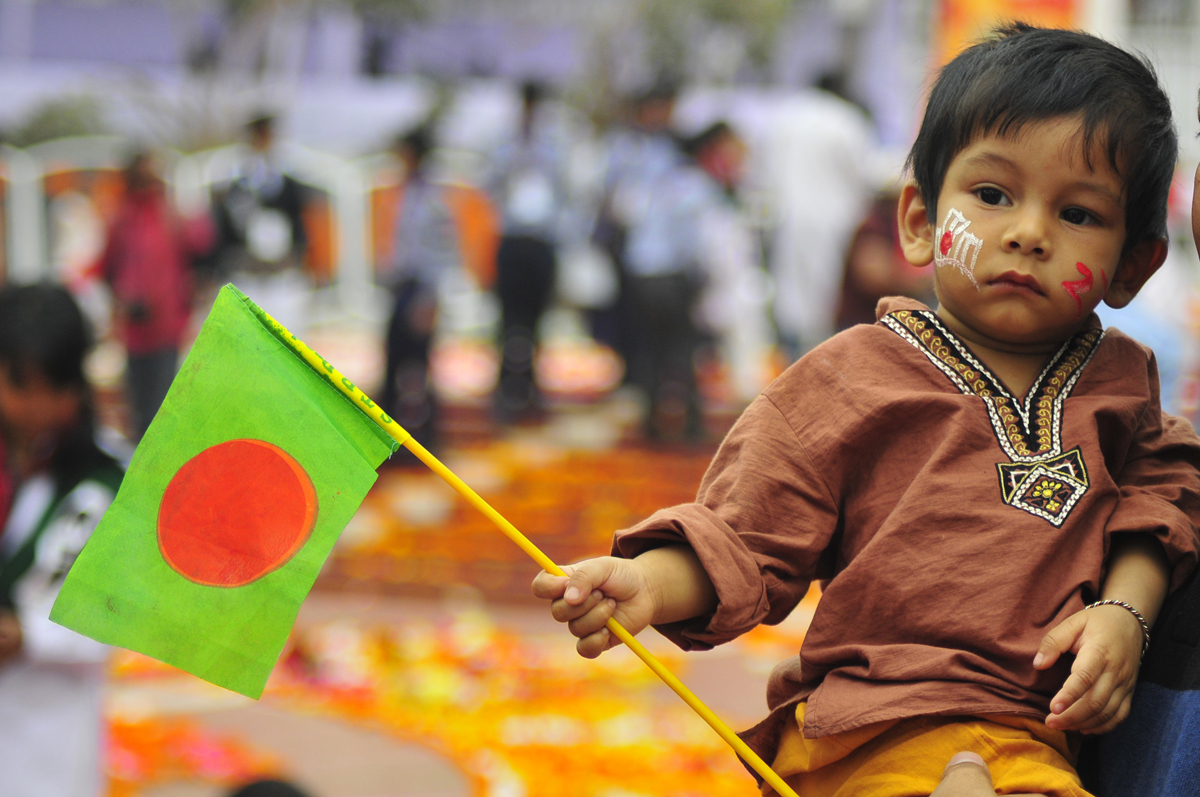
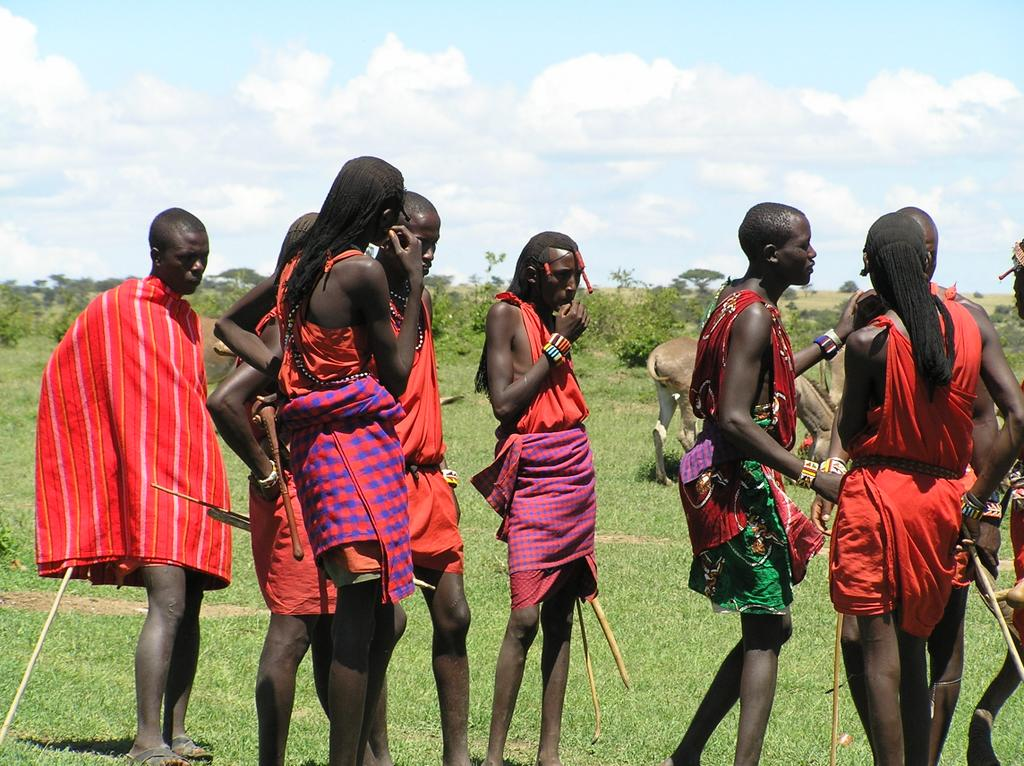
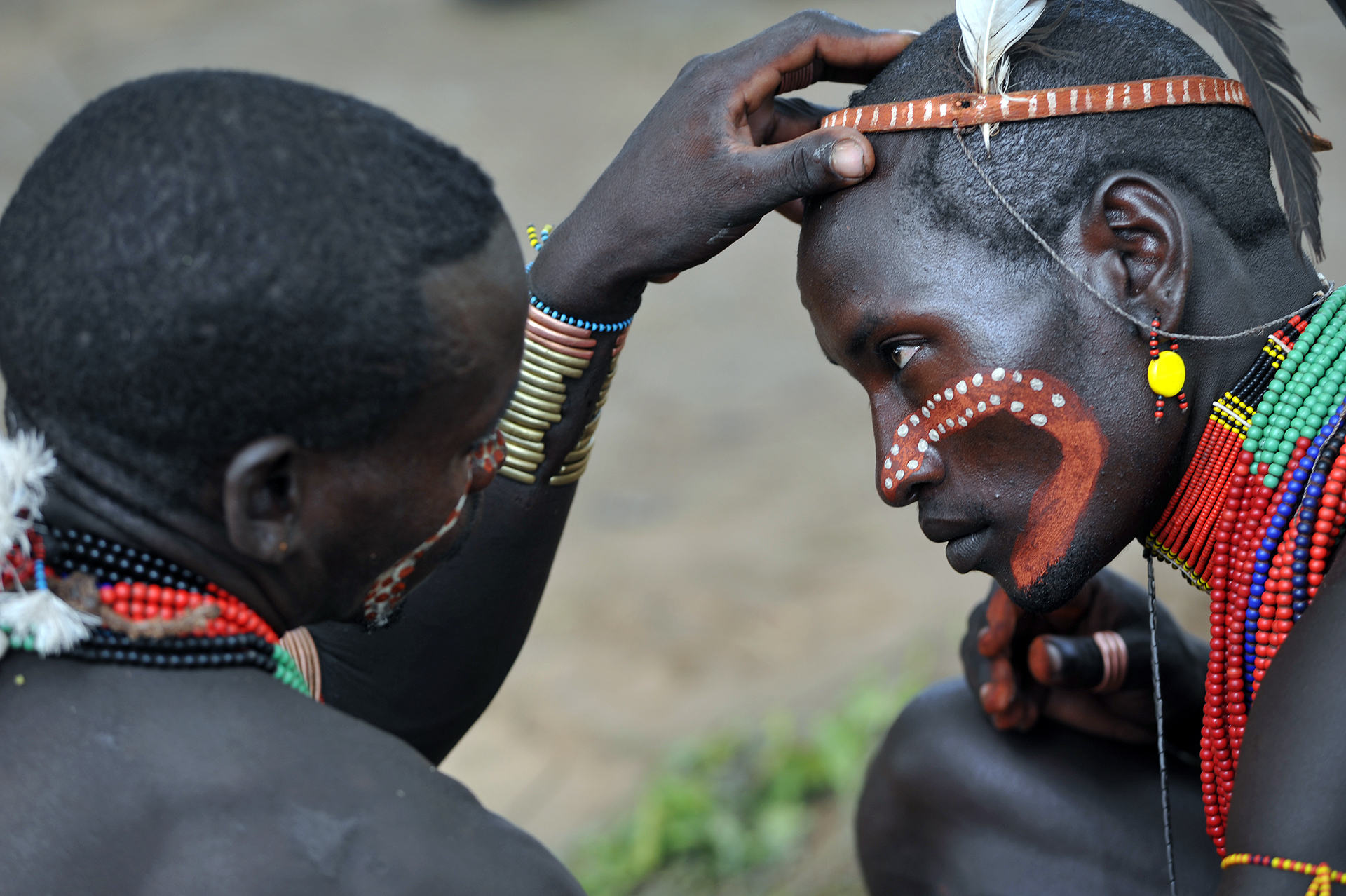